# Dianthus siphonocalyx
Dianthus siphonocalyx là loài thực vật có hoa thuộc họ Cẩm chướng. Loài này được Blakelock mô tả khoa học đầu tiên năm 1948.